# Medmenham Abbey
Medmenham Abbey ist eine ehemalige Zisterzienserabtei im Dorf Medmenham in Buckinghamshire in England. Das Kloster lag an der Themse rund 500 m südlich der Straße von Henley nach Marlow.

## Geschichte
Das Kloster wurde 1201 von Hugh de Bolebec, der später selbst in das Kloster eintrat, als Tochterkloster von Woburn Abbey gestiftet und gehörte damit der Filiation von Clairvaux an. Das Kloster wurde bereits 1204 wieder aufgelöst, aber 1212 wieder besiedelt, nochmals 1223 aufgelöst, aber 1230 wieder besetzt. Die Abtei wurde niemals groß oder berühmt. Im Valor Ecclesiasticus wurde das Jahreseinkommen mit 20 Pfund angesetzt. Die endgültige Auflösung erfolgte 1536; die Abtei zählte zu diesem Zeitpunkt neben dem Abt nur einen Mönch. Das Kloster kam nach der Auflösung an die Familie Moore und von dieser an die Familie Duffield. Die Kirche dürfte schnell abgebrochen worden sein. Die Klostergebäude wurden zu Wohnzwecken genutzt, nach ihrem Erwerb durch Sir Francis Dashwood zeitweise auch vom Hellfire Club.

## Bauten und Anlage
Mit Ausnahme eines Teils einer Säule aus dem 13. Jahrhundert haben sich keine Baureste erhalten. Auch der genaue Plan der Anlage ist nicht bekannt. Die Klausur lag jedenfalls nördlich von der Kirche. Auf dem Gelände steht ein Privathaus aus dem 19. Jahrhundert.